# Biston suffusa
Biston suffusa là một loài bướm đêm trong họ Geometridae.